# Heinrich Mörner
Heinrich Mörner (um 1350) war ein Vogt in der Neumark.

## Leben
Heinrich Mörner war ein Bruder des Geistlichen Dietrich Mörner und der Vögte Otto Mörner und Reineke Mörner. Wie diese zeichnete er sich im Krieg gegen den falschen Woldemar aus und erhielt im November 1348 zusammen mit seinen Brüdern sowie Arnold und Henning von Uchtenhagen und Johann von Wedel die Distriktsvogtei im Bereich der Ortschaften Königsberg, Soldin, Schönfließ, Lippehne, Bärwalde und Mohrin. Er übte die Vogtei bis 1352 aus, als Markgraf Ludwig der Römer Ruleke von Liebenthal zum Nachfolger ernannte. 
Bereits 1349 hatte der Markgraf Heinrich Mörner gemeinsam mit seinen Brüdern mit den Dörfern Ortwig, Mädewitz bei Wriezen, Neutrebbin im Oderbruch und Kriescht im Land Sternberg belehnt. Am Ende seiner Regierung in der Neumark verlieh er ihnen und ihren Vettern die gesamte Hand über diese Ortschaften sowie über Klossow, Mohrin, Stolzendorf, Berneuchen und Oderberg.